# Anita Idel
Anita Idel (* 1955) ist eine deutsche Tierärztin, Agrarwissenschaftlerin und Mediatorin. Sie war und ist Lehrbeauftragte an mehreren Hochschulen, zuletzt an der FH Münster. Öffentlich bekannt wurde sie 2010 durch ihr Buch Die Kuh ist kein Klima-Killer! Idel war von 2005 bis 2008 eine Autorin des UN-Weltagrarberichtes (IAASTD).

## Leben
Anita Idel hat Tiermedizin studiert und promoviert, außerdem absolvierte sie mehrere Semester Agrarwissenschaften. Von 1983 bis 2000 arbeitete Idel als praktische Tierärztin mit Schwerpunkt Rinderpraxis in Deutschland und Frankreich.
Während ihres Veterinär-Studiums entwickelte Idel einen kritischen Blick auf die landwirtschaftliche Tiermedizin, die sie als Reparaturbetrieb einer industriellen Branche verstand. Als Reaktion gründete sie 1982 gemeinsam mit anderen Studierenden die AG Kritische Tiermedizin. Von 1984 bis 1987 arbeitete Idel für die Enquete-Kommission „Chancen und Risiken der Gentechnik“. Sie war weiterhin Mitbegründerin folgender Gruppen: 1986 das Gen-ethische Netzwerk, 1991 die Gesellschaft für Ökologische Tierhaltung, 1977 das Conseil Mondial des Eleveur sowie 2012 das Tierärztliche Forum für verantwortbare Landwirtschaft. Anita Idel ist außerdem Mitglied der Vereinigung Deutscher Wissenschaftler (VDW).
Neben ihrem Beruf als Tierärztin lehrte sie 1986–2015 an der Universität in Witzenhausen am Deutschen Institut für tropische und subtropische Landwirtschaft (Universität Kassel, Fachbereich 11 Ökologische Agrarwissenschaften)  über „Tiergesundheitliche, ökologische u. sozioökonomische Folgen der Agro-Gentechnik“.
Von 2011 bis 2017 war sie Lehrbeauftragte an der Leuphana Universität Lüneburg über „Tierhaltung, biologische Vielfalt und Bodenfruchtbarkeit – im Kontext Welternährung, Klimaschutz und Ressourcennutzung“.  Idel war außerdem im Bereich der Lehrerfortbildung zum Thema „Gentechnik“ aktiv.
Seit 2012 lehrt sie an der FH Münster am Fachbereich Ökotrophologie, derzeit über „Herausforderungen an nachhaltige Ernährung aus globaler Perspektive“.
Als Mediatorin ist Idel selbstständig und in den Spannungsfeldern zwischen Landwirtschaft und Natur-/Tierschutz engagiert. Sie berät insbesondere zu nachhaltigem Weidemanagement, das Bodenfruchtbarkeit und biologische Vielfalt fördert. In Hessen ist sie Mitglied des „Runden Tischs Tierwohl“, der 2015 ins Leben gerufen wurde.
Anita Idel lebt heute in Groß-Felda  im mittelhessischen Vogelsbergkreis.

## Publikationen
Idel beschäftigt sich in ihren wissenschaftlichen Publikationen (seit 1986) mit den Themen grüne Gentechnik, Nutztierhaltung, Agrarökologie und Weidewirtschaft. Daneben publiziert sie auch in verschiedenen Zeitschriften und Medien zu diesen Themen und ist als Interviewpartnerin gefragt. Bekannt wurde sie vor allem 2010 durch ihr Buch „Die Kuh ist kein Klima-Killer!“. Darin erläutert Idel die verbreitete These, Rinder seien wegen deren unvermeidlichen Methanemissionen während der Verdauung als wesentliche Verursacher der Erderwärmung einzustufen. Das Buch relativiert diese These, da laut Idel Kühe große Mengen an Kohlendioxid aus der Atmosphäre als Humus im Boden binden, wenn sie auf Grünland weiden könnten. Das Potential nachhaltiger Beweidung sei in der Klimadebatte kaum erkannt. Die Emission klimarelevanter Gase, insbesondere von Lachgas, sei wegen Überdüngung und Tierhaltung in Ställen der industrialisierten Landwirtschaft zuzurechnen.
Idel war von 2005 bis 2008 eine Autorin des UN-Weltagrarberichtes (IAASTD). Darin beschäftigte sie sich mit den Bedingungen der Agrarproduktion im Spannungsfeld zwischen Tierhaltung und der Beeinträchtigung der Bodenfruchtbarkeit sowie des Klimas. 2020 gaben ehemalige Autoren des IAASTD gemeinsam das Buch „Transformation of our food systems – The making of a paradigm shift“ heraus, zu dem Anita Idel den Beitrag „The vast potential of sustainable grazing“ (deutsch Das große Potenzial nachhaltiger Weidehaltung) erstellte.

## Ehrungen und Auszeichnungen
Anita Idel wurden folgende Auszeichnungen zuteil:
- 1993: „Schweisfurth-Forschungspreis für artgemäße Nutztierhaltung“ der Schweisfurth Stiftung.[11] für ihr Buch „Gentechnik, Biotechnik und Tierschutz“
- 2013: SALUS-Medienpreis für ihr Buch „Die Kuh ist kein Klimakiller“.[12]
- 2019: Lammsbräu-Nachhaltigkeitspreis für herausragendes Engagement[13].
Laut Begründung habe Idel sich über vier Jahrzehnte engagiert und kenntnisreich für die Ökologisierung der Landwirtschaft und gesunde Tierzucht eingesetzt. Neben ihrer fachlich fundierten Kritik an der Agro-Gentechnik erforsche Anita Idel die Förderung der Bodenfruchtbarkeit und Biodiversität durch ökologische Weidewirtschaft.
- 2024: EuroNatur-Preis der Euronatur Stiftung für ihren "bemerkenswerten Einsatz für den Schutz der gesamten Mitwelt einschließlich der Böden".[14]